# Zeugophora atra
Zeugophora atra is een keversoort uit de familie halstandhaantjes (Megalopodidae). De wetenschappelijke naam van de soort werd in 1926 gepubliceerd door Henry Clinton Fall.